# Esteban Valencia
Esteban Andrés Valencia Bascuñán  (San Miguel, Santiago, Chile, 8 de enero de 1972) es un exfutbolista y actual entrenador de fútbol chileno. Jugó como volante. Actualmente dirige a Deportes Temuco de la Primera B de Chile.

## Trayectoria

### Como futbolista
Oriundo de San Miguel, comenzó a jugar al fútbol en el Juventud Palestino a los 7 años, para pasar al Orlando Cancino a los 9, ambos equipos de su comuna. El año 1982 se unió a las divisiones inferiores de Universidad de Chile, siendo dirigido por Hernán Carrasco.
Debutó en el primer equipo de Universidad de Chile en 1991, cuando el club estaba viviendo con decepciones ya que desde 1969 que el cuadro universitario no ganaba un campeonato. Fue enviado a préstamo en 1993 a Provincial Osorno, para regresar al cuadro azul al año siguiente. En el año 1994 ganó su primer título con el cuadro de sus amores, siendo uno de los pilares del equipo junto a Sergio Vargas, Luis Musrri, Rodrigo Goldberg y Marcelo Salas. Al año siguiente ganaron el bicampeonato. También fue parte del gran equipo de la «U» que llega a semifinales de la Copa Libertadores en 1996.
En el 1998 consigue con la U la Copa Chile. Es campeón nuevamente el año 1999 del Torneo Chileno con la U, y al año siguiente nuevamente se corona campeón con la U con un bicampeonato. Al año siguiente partió a Colón, club que finalmente compraría su pase.
En el año 2001 volvió a Chile a Deportes Puerto Montt, luego pasaría a Palestino y posteriormente recala en el archirrival Universidad Católica. En 2005 volvería al club que lo vio nacer. Llegó a la final del Torneo de Clausura de 2005, y a la final del Torneo de Apertura 2006.
Entre 2006 y 2007 jugó para el Persegi Bali F.C. de Indonesia, en donde terminó su carrera como futbolista.

### Como entrenador
Ya retirado, inició su proceso de formación para ser director técnico en Inaf. En el año 2011 se hizo cargo de las ramas de fútbol del Stadio Italiano. Estuvo casi dos años y recientemente fue llamado para dirigir en las divisiones menores de Universidad de Chile. En abril del año 2018 y tras la salida de Ángel Guillermo Hoyos por una mala racha, fue llamado a ser el director técnico del primer equipo de la Universidad de Chile junto al también exjugador azul Marcelo Jara.
Tras la salida de Rafael Dudamel del primer equipo, ostentó el cargo de director técnico del club Universidad de Chile hasta el 31 de octubre de 2021.Luego, regresó a dirigir a las divisiones inferiores del club laico, hasta su despido en enero de 2023.
En enero de 2024, es anunciado como el nuevo jefe técnico de las divisiones inferiores de Deportes Temuco de la Primera B de Chile. En mayo de 2024, luego del despido del técnico del primer equipo Román Cuello, asume como entrenador interino del equipo albiverde. El 1 de junio de 2024, tras la derrota ante Deportes La Serena, en declaraciones a radios locales, el gerente deportivo Roberto Rojas confirma a Valencia como director técnico del primer equipo hasta fin de temporada.

## Selección nacional
Participó en las eliminatorias a los Mundiales de 1998 y 2002, además de las Copas Américas de 1995, 1997 y 1999. Disputó un total de 48 partidos por La Roja, marcando 4 goles.

### Participaciones en Preolímpicos
| Torneo                     | Sede     | Resultado    |
| -------------------------- | -------- | ------------ |
| Preolímpico Sub-23 de 1992 | Paraguay | Primera fase |

### Participaciones en Copa América
| Copa América      | Sede     | Resultado    |
| ----------------- | -------- | ------------ |
| Copa América 1995 | Uruguay  | Primera fase |
| Copa América 1997 | Bolivia  | Primera fase |
| Copa América 1999 | Paraguay | Cuarto lugar |

### Participaciones en Clasificatorias a Copas del Mundo
| Eliminatorias                    | País                  | Resultado   | Posición | PJ |
| -------------------------------- | --------------------- | ----------- | -------- | -- |
| Eliminatorias Francia 1998       | Francia               | Clasificado | 4.º      | 6  |
| Eliminatorias Corea y Japón 2002 | Corea del Sur y Japón | Eliminado   | 10.º     | 5  |

### Partidos internacionales
| Partidos internacionales | Partidos internacionales | Partidos internacionales                                                   | Partidos internacionales | Partidos internacionales | Partidos internacionales | Partidos internacionales | Partidos internacionales | Partidos internacionales           | Partidos internacionales |
| N.º                      | Fecha                    | Estadio                                                                    | Local                    | Resultado                | Visitante                | Goles                    | DT                       | Competición                        |                          |
| ------------------------ | ------------------------ | -------------------------------------------------------------------------- | ------------------------ | ------------------------ | ------------------------ | ------------------------ | ------------------------ | ---------------------------------- | ------------------------ |
| 1                        | 30 de abril de 1994      | University Stadium, Albuquerque, Estados Unidos                            | Estados Unidos           | 0-2                      | Chile                    |                          | Mirko Jozić              | Amistoso                           |                          |
| 2                        | 25 de mayo de 1994       | Estadio Nacional, Santiago, Chile                                          | Chile                    | 2-1                      | Perú                     |                          | Mirko Jozić              | Amistoso                           |                          |
| 3                        | 29 de marzo de 1995      | Los Angeles Memorial Coliseum, Los Ángeles, Estados Unidos                 | México                   | 1-2                      | Chile                    |                          | Xabier Azkargorta        | Amistoso                           |                          |
| 4                        | 19 de abril de 1995      | Estadio Nacional, Lima, Perú                                               | Perú                     | 6-0                      | Chile                    |                          | Xabier Azkargorta        | Amistoso                           |                          |
| 5                        | 22 de abril de 1995      | Estadio Germán Becker, Temuco, Chile                                       | Chile                    | 1-1                      | Islandia                 |                          | Xabier Azkargorta        | Amistoso                           |                          |
| 6                        | 25 de mayo de 1995       | Estadio de la Mancomunidad, Edmonton, Canadá                               | Chile                    | 2-1                      | Irlanda del Norte        | Anotado                  | Xabier Azkargorta        | Copa Canadá 1995                   |                          |
| 7                        | 28 de mayo de 1995       | Estadio de la Mancomunidad, Edmonton, Canadá                               | Canadá                   | 1-2                      | Chile                    | Anotado                  | Xabier Azkargorta        | Copa Canadá 1995                   |                          |
| 8                        | 16 de junio de 1995      | Estadio Regional, Antofagasta, Chile                                       | Chile                    | 3-1                      | Nueva Zelanda            |                          | Xabier Azkargorta        | Copa Centenario del Fútbol Chileno |                          |
| 9                        | 19 de junio de 1995      | Estadio La Portada, La Serena, Chile                                       | Chile                    | 0-1                      | Paraguay                 |                          | Xabier Azkargorta        | Copa Centenario del Fútbol Chileno |                          |
| 10                       | 22 de junio de 1995      | Estadio Nacional, Santiago, Chile                                          | Chile                    | 0-0                      | Turquía                  |                          | Xabier Azkargorta        | Copa Centenario del Fútbol Chileno |                          |
| 11                       | 8 de julio de 1995       | Estadio Parque Artigas, Paysandú, Uruguay                                  | Estados Unidos           | 2-1                      | Chile                    |                          | Xabier Azkargorta        | Copa América 1995                  |                          |
| 12                       | 11 de julio de 1995      | Estadio Parque Artigas, Paysandú, Uruguay                                  | Argentina                | 4-0                      | Chile                    |                          | Xabier Azkargorta        | Copa América 1995                  |                          |
| 13                       | 14 de julio de 1995      | Estadio Parque Artigas, Paysandú, Uruguay                                  | Chile                    | 2-2                      | Bolivia                  |                          | Xabier Azkargorta        | Copa América 1995                  |                          |
| 14                       | 11 de octubre de 1995    | Estadio Collao, Concepción, Chile                                          | Chile                    | 2-0                      | Canadá                   |                          | Xabier Azkargorta        | Amistoso                           |                          |
| 15                       | 4 de febrero de 1996     | Estadio Félix Capriles, Cochabamba, Bolivia                                | Bolivia                  | 1-1                      | Chile                    |                          | Xabier Azkargorta        | Amistoso                           |                          |
| 16                       | 7 de febrero de 1996     | Estadio Sausalito, Viña del Mar, Chile                                     | Chile                    | 2-1                      | México                   |                          | Xabier Azkargorta        | Amistoso                           |                          |
| 17                       | 14 de febrero de 1996    | Estadio Francisco Sánchez Rumoroso, Coquimbo, Chile                        | Chile                    | 4-0                      | Perú                     |                          | Xabier Azkargorta        | Amistoso                           |                          |
| 18                       | 23 de abril de 1996      | Estadio Regional, Antofagasta, Chile                                       | Chile                    | 3-0                      | Australia                | Anotado                  | Xabier Azkargorta        | Amistoso                           |                          |
| 19                       | 26 de mayo de 1996       | Estadio Nacional, Santiago, Chile                                          | Chile                    | 2-0                      | Bolivia                  |                          | Xabier Azkargorta        | Amistoso                           |                          |
| 20                       | 2 de junio de 1996       | Estadio Agustín Tovar, Barinas, Venezuela                                  | Venezuela                | 1-1                      | Chile                    |                          | Xabier Azkargorta        | Clasificatorias Francia 1998       |                          |
| 21                       | 6 de julio de 1996       | Estadio Nacional, Santiago, Chile                                          | Chile                    | 4-1                      | Ecuador                  |                          | Nelson Acosta            | Clasificatorias Francia 1998       |                          |
| 22                       | 2 de abril de 1997       | Estadio Mané Garrincha, Brasilia, Brasil                                   | Brasil                   | 4-0                      | Chile                    |                          | Nelson Acosta            | Amistoso                           |                          |
| 23                       | 11 de junio de 1997      | Estadio Félix Capriles, Cochabamba, Bolivia                                | Chile                    | 0-1                      | Paraguay                 |                          | Nelson Acosta            | Copa América 1997                  |                          |
| 24                       | 14 de junio de 1997      | Estadio Félix Capriles, Cochabamba, Bolivia                                | Argentina                | 2-0                      | Chile                    |                          | Nelson Acosta            | Copa América 1997                  |                          |
| 25                       | 17 de junio de 1997      | Estadio Félix Capriles, Cochabamba, Bolivia                                | Chile                    | 1-2                      | Ecuador                  |                          | Nelson Acosta            | Copa América 1997                  |                          |
| 26                       | 5 de julio de 1997       | Estadio Nacional, Santiago, Chile                                          | Chile                    | 4-1                      | Colombia                 |                          | Nelson Acosta            | Clasificatorias Francia 1998       |                          |
| 27                       | 20 de julio de 1997      | Estadio Nacional, Santiago, Chile                                          | Chile                    | 2-1                      | Paraguay                 |                          | Nelson Acosta            | Clasificatorias Francia 1998       |                          |
| 28                       | 20 de agosto de 1997     | Estadio Centenario, Montevideo, Uruguay                                    | Uruguay                  | 1-0                      | Chile                    |                          | Nelson Acosta            | Clasificatorias Francia 1998       |                          |
| 29                       | 7 de noviembre de 1997   | Estadio Regional, Antofagasta, Chile                                       | Chile                    | 4-1                      | Guatemala                |                          | Nelson Acosta            | Amistoso                           |                          |
| 30                       | 16 de noviembre de 1997  | Estadio Nacional, Santiago, Chile                                          | Chile                    | 3-0                      | Bolivia                  |                          | Nelson Acosta            | Clasificatorias Francia 1998       |                          |
| 31                       | 22 de abril de 1998      | Estadio Nacional, Santiago, Chile                                          | Chile                    | 2-2                      | Colombia                 |                          | Nelson Acosta            | Amistoso                           |                          |
| 32                       | 29 de abril de 1998      | Estadio Nacional, Santiago, Chile                                          | Chile                    | 1-0                      | Lituania                 |                          | Nelson Acosta            | Amistoso                           |                          |
| 33                       | 28 de abril de 1999      | Estadio Félix Capriles, Cochabamba, Bolivia                                | Bolivia                  | 1-1                      | Chile                    |                          | Nelson Acosta            | Amistoso                           |                          |
| 34                       | 29 de mayo de 1999       | Estadio Municipal, Concepción, Chile                                       | Chile                    | 3-0                      | Costa Rica               | Anotado                  | Nelson Acosta            | Amistoso                           |                          |
| 35                       | 20 de junio de 1999      | Estadio Nacional, Santiago, Chile                                          | Chile                    | 1-0                      | Bolivia                  |                          | Nelson Acosta            | Amistoso                           |                          |
| 36                       | 30 de junio de 1999      | Estadio Teniente Coronel Antonio Oddone Sarubbi, Ciudad del Este, Paraguay | Chile                    | 0-1                      | México                   |                          | Nelson Acosta            | Copa América 1999                  |                          |
| 37                       | 3 de julio de 1999       | Estadio Teniente Coronel Antonio Oddone Sarubbi, Ciudad del Este, Paraguay | Chile                    | 3-0                      | Venezuela                |                          | Nelson Acosta            | Copa América 1999                  |                          |
| 38                       | 17 de julio de 1999      | Estadio Defensores del Chaco, Asunción, Paraguay                           | Chile                    | 1-2                      | México                   |                          | Nelson Acosta            | Copa América 1999                  |                          |
| 39                       | 29 de enero de 2000      | Estadio Francisco Sánchez Rumoroso, Coquimbo, Chile                        | Chile                    | 1-2                      | Estados Unidos           |                          | Nelson Acosta            | Amistoso                           |                          |
| 40                       | 2 de febrero de 2000     | Estadio Ricardo Saprissa, Tibás, Costa Rica                                | Costa Rica               | 1-0                      | Chile                    |                          | Nelson Acosta            | Amistoso                           |                          |
| 41                       | 5 de febrero de 2000     | Estadio Nacional Mateo Flores, Ciudad de Guatemala, Guatemala              | Guatemala                | 2-1                      | Chile                    |                          | Nelson Acosta            | Amistoso                           |                          |
| 42                       | 12 de febrero de 2000    | Estadio Municipal, Valparaíso, Chile                                       | Chile                    | 3-2                      | Bulgaria                 |                          | Nelson Acosta            | Copa Ciudad de Valparaíso          |                          |
| 43                       | 2 de septiembre de 2000  | Estadio Nacional, Santiago, Chile                                          | Chile                    | 0-1                      | Colombia                 |                          | Nelson Acosta            | Clasificatorias Corea-Japón 2002   |                          |
| 44                       | 8 de octubre de 2000     | Estadio Olímpico Atahualpa, Quito, Ecuador                                 | Ecuador                  | 1-0                      | Chile                    |                          | Nelson Acosta            | Clasificatorias Corea-Japón 2002   |                          |
| 45                       | 15 de noviembre de 2000  | Estadio Nacional, Santiago, Chile                                          | Chile                    | 0-2                      | Argentina                |                          | Nelson Acosta            | Clasificatorias Corea-Japón 2002   |                          |
| 46                       | 14 de agosto de 2001     | Estadio Nacional, Santiago, Chile                                          | Chile                    | 2-2                      | Bolivia                  |                          | Pedro García             | Clasificatorias Corea-Japón 2002   |                          |
| 47                       | 1 de septiembre de 2001  | Estadio Nacional, Santiago, Chile                                          | Chile                    | 2-1                      | Francia                  |                          | Pedro García             | Amistoso                           |                          |
| 48                       | 4 de septiembre de 2001  | Estadio Nacional, Santiago, Chile                                          | Chile                    | 0-2                      | Venezuela                |                          | Pedro García             | Clasificatorias Corea-Japón 2002   |                          |
| Total                    | Total                    | Total                                                                      | Presencias               | 48                       | Goles                    | 4                        |                          |                                    |                          |

| Selección chilena | Selección chilena | Selección chilena |
| Año               | Partidos          | Goles             |
| ----------------- | ----------------- | ----------------- |
| 1994              | 2                 | 2                 |
| 1995              | 12                | 2                 |
| 1996              | 7                 | 1                 |
| 1997              | 9                 | 0                 |
| 1998              | 2                 | 0                 |
| 1999              | 6                 | 1                 |
| 2000              | 7                 | 0                 |
| 2001              | 3                 | 0                 |
| Total             | 48                | 4                 |

## Clubes

### Como jugador
| Club                         | País      | Año       |
| ---------------------------- | --------- | --------- |
| Universidad de Chile         | Chile     | 1991-2000 |
| → Provincial Osorno (cedido) | Chile     | 1993      |
| Colón                        | Argentina | 2000-2001 |
| Deportes Puerto Montt        | Chile     | 2001      |
| Palestino                    | Chile     | 2002-2003 |
| Universidad Católica         | Chile     | 2003-2004 |
| Palestino                    | Chile     | 2004      |
| Universidad de Chile         | Chile     | 2005-2006 |
| Persegi Bali                 | Indonesia | 2007-2008 |

### Como entrenador
| Club                            | País  | Año       | PJ | PG | PE | PP | GF | GC | GD | Rendimiento |
| ------------------------------- | ----- | --------- | -- | -- | -- | -- | -- | -- | -- | ----------- |
| Universidad de Chile (Interino) | Chile | 2018      | 7  | 2  | 1  | 4  | 5  | 8  | -3 | 33.33%      |
| Universidad de Chile (Interino) | Chile | 2021      | 22 | 8  | 6  | 8  | 30 | 28 | +2 | 45.45%      |
| Deportes Temuco                 | Chile | 2024      | 20 | 7  | 4  | 9  | 24 | 25 | -1 | 41.67%      |
| Deportes Temuco                 | Chile | 2025-Act. | 15 | 6  | 4  | 5  | 24 | 21 | +3 | 48.89%      |
| Total                           | Total | Total     | 64 | 23 | 15 | 26 | 83 | 82 | +1 | 43.75%      |

## Palmarés

### Como jugador

#### Campeonatos nacionales
| Título           | Club                 | País  | Año  |
| ---------------- | -------------------- | ----- | ---- |
| Primera División | Universidad de Chile | Chile | 1994 |
| Primera División | Universidad de Chile | Chile | 1995 |
| Copa Chile       | Universidad de Chile | Chile | 1998 |
| Primera División | Universidad de Chile | Chile | 1999 |
| Primera División | Universidad de Chile | Chile | 2000 |
| Copa Chile       | Universidad de Chile | Chile | 2000 |

### Distinciones individuales
| Distinción                                                                              | Año  |
| --------------------------------------------------------------------------------------- | ---- |
| Incluido dentro de las 50 mejores figuras históricas de Universidad de Chile por AS.com | 2016 |